# Parco nazionale delle Carlsbad Caverns
Il parco nazionale delle Carlsbad Caverns è un parco nazionale statunitense situato nell'angolo sud-orientale del Nuovo Messico, tra le montagne Guadalupe e la Eddy County.
I visitatori possono entrare nelle caverne attraverso l'ingresso naturale oppure prendendo un ascensore, con il quale si raggiunge direttamente il centro delle stesse.
I due terzi circa del parco sono considerati "area selvaggia", il che aiuta ad evitare cambiamenti che potrebbero rovinare l'habitat.
Solitamente le visite si concentrano nei fine settimana coincidenti con il Memorial Day o con il Giorno dell'Indipendenza. L'entrata del parco si trova sull'autostrada 62/180, circa 29 km a sud-ovest di Carlsbad (Nuovo Messico). Il parco fa parte del Junior Ranger Program.

## Geologia
L'area del parco è compresa in quello che viene definito il Bacino Delaware. Situato nel Texas occidentale e nel Nuovo Mexico meridionale, è famoso per contenere ricchi giacimenti di petrolio e per la presenza di resti fossili. I parchi delle Carlsbad Caverns e delle montagne Guadalupe proteggono una parte di questo bacino.

## Storia
Jim White esplorò parte delle stanze provvedendo anche ad assegnargli un nome, incluse le Big Room, New Mexico Room, King's Palace, Queen's Chamber, Papoose Room e Green Lake Room. Diede anche il nome a molte delle formazioni geologiche di maggior interesse, come Totem Pole, Witch's Finger, Giant Dome, Bottomless Pit, Fairyland, Iceberg Rock, Temple of the Sun e Rock of Ages.

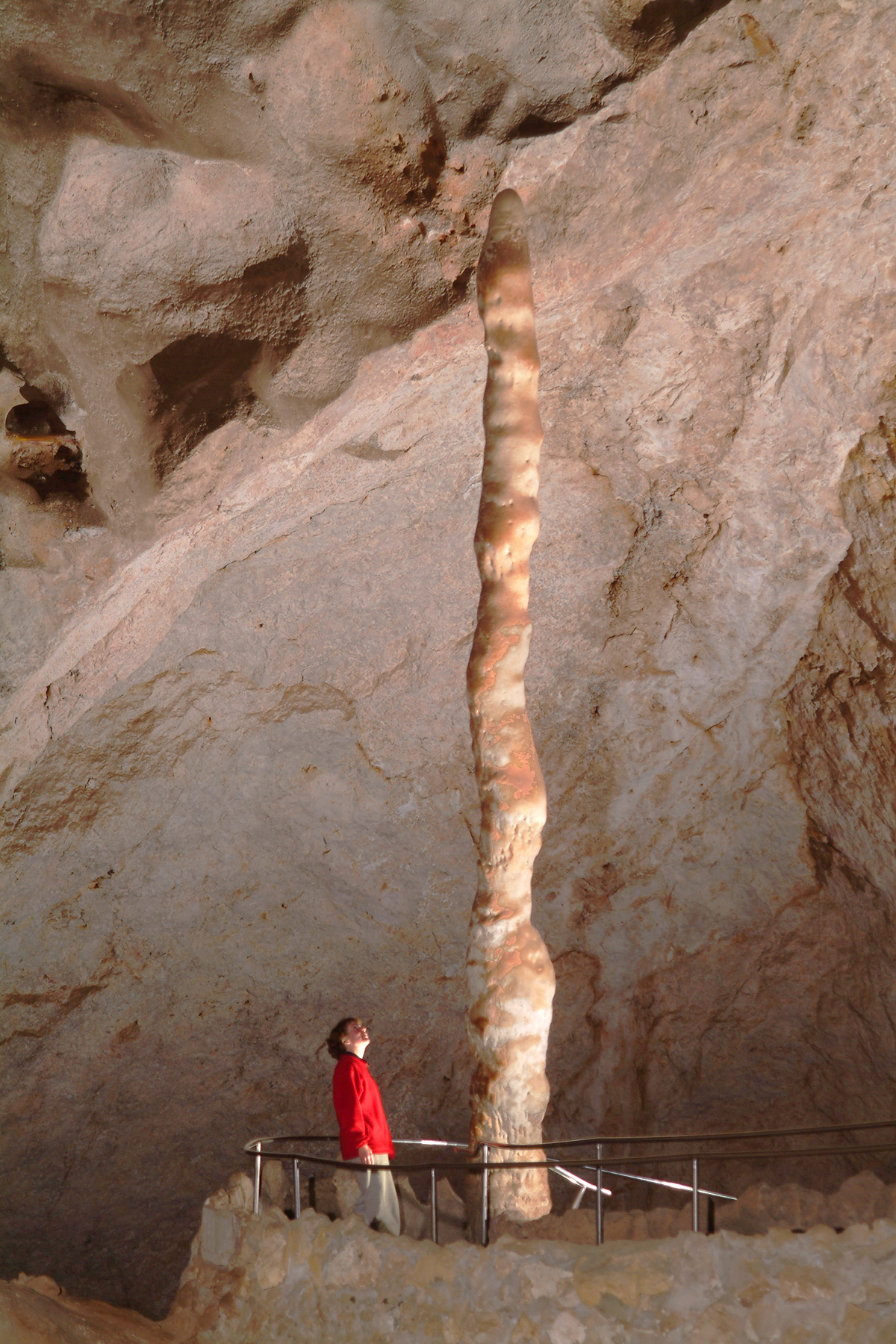
Il Witch's Finger (dito della strega) nelle Carlsbad Caverns

La città di Carlsbad e, di conseguenza, l'omonimo parco nazionale, deve il suo nome a Karlovy Vary (Carlsbad), Repubblica Ceca, che letteralmente significa I bagni di Carlo Baths in tedesco.

## Le stanze
- Balloon Ballroom (Sala da ballo dei palloni)- localizzato
- sopra al soffitto del corridoio dell'entrata principale. Questa piccola stanza venne raggiunta la prima volta grazie ad una scalata in cordata raggiungendo un gruppo di sfere, e superandole entrando nel passaggio.
- Bat Cave (Caverna dei pipistrelli) - un largo passaggio roccioso connesso all'entrata principale che venne usato per l'estrazione del guano nei primi anni del ventesimo secolo. La maggior parte dei pipistrelli presenti nelle grotte abitano in questa sala.
- Bell Cord Room (Stanza della corda della campana) - chiamata così per l'alta e stretta stalattite che scompare attraverso un buco nel soffitto. Questa stanza si trova alla fine del Left Hand Tunnel.

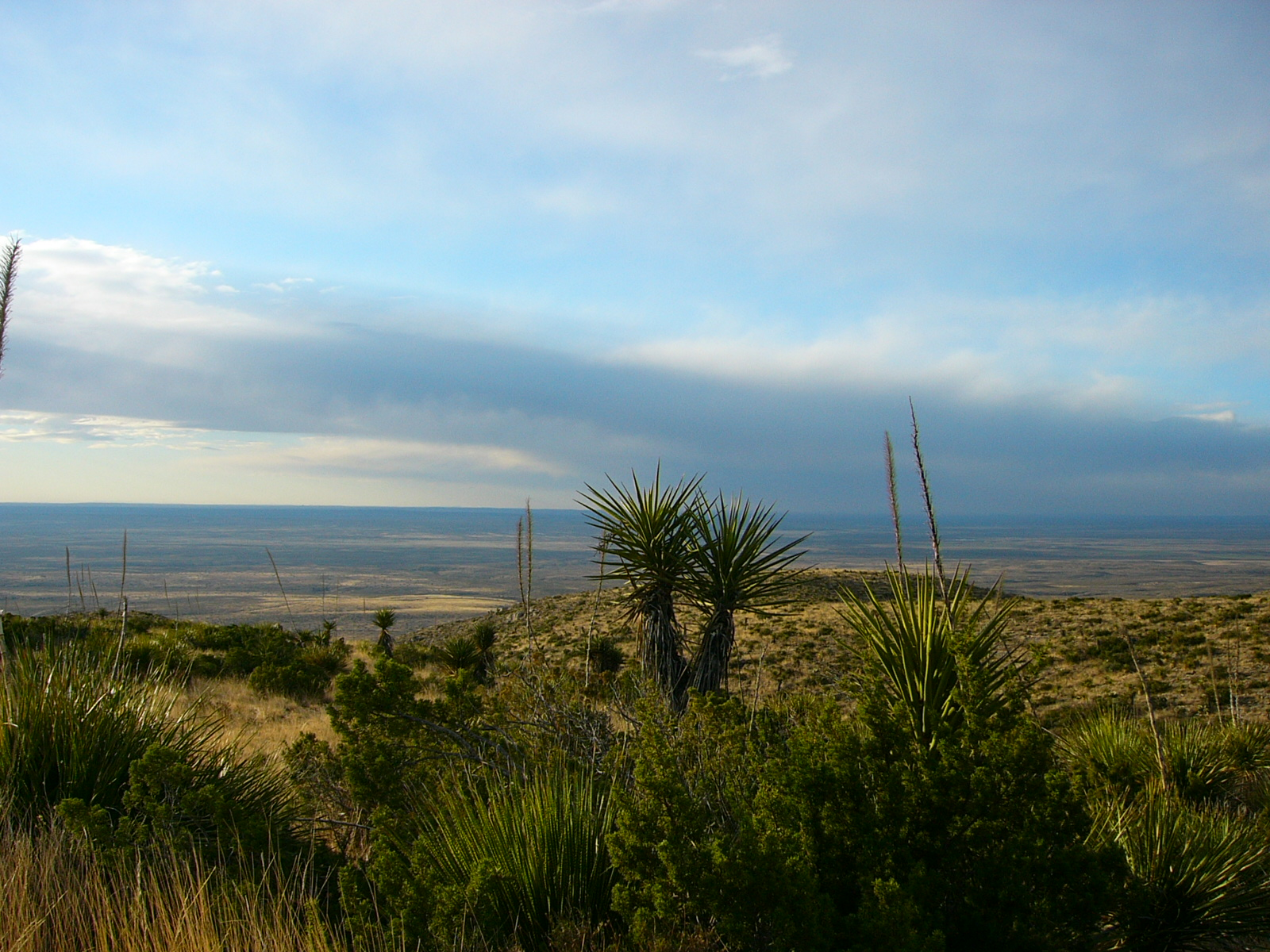
L'esterno dell'entrata delle grotte

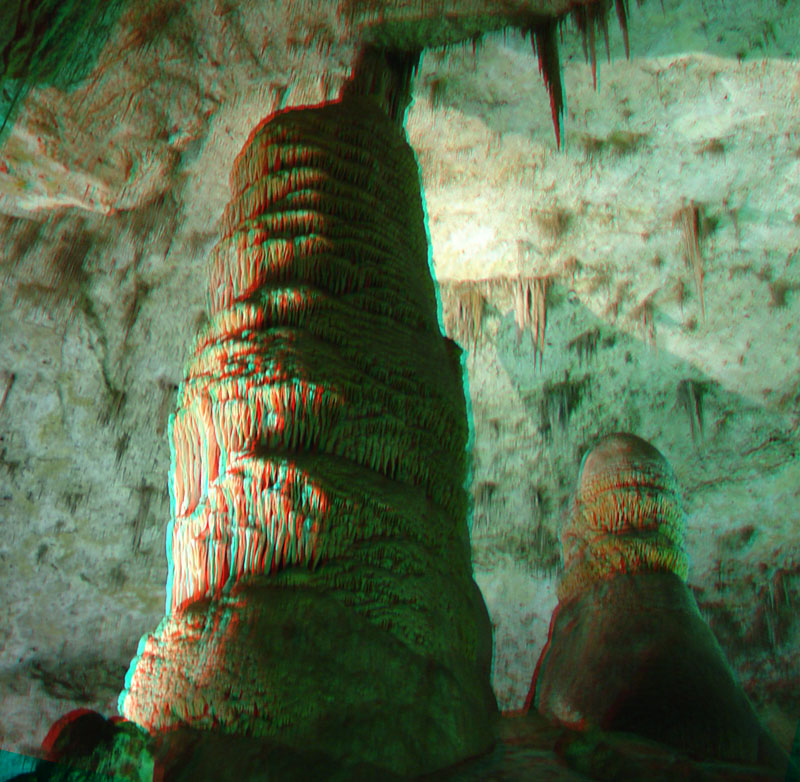
Possono essere viste in 3D con l'uso di occhiali USGS

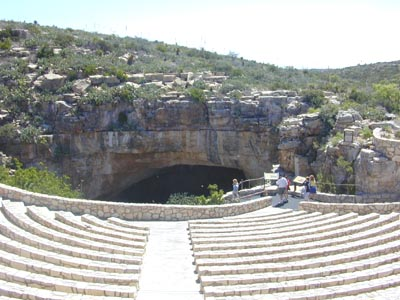
L'entrata naturale delle grotte si trova subito dietro l'anfiteatro dei pipistrelli

- Bifrost Room (Sala del bifrost) - scoperto nel 1982, si trova sopra il soffitto del Lake of the Clouds. Il suo nome fa riferimento alla mitologia norrena secondo cui ad un mondo celeste si possa accedere dalla terra solo camminando su un arcobaleno, il bifrost. La stanza prese questo nome a causa della sua posizione sopra al Lake of the Clouds ed alla colorazione delle sue formazioni dovuta all'ossidazione.
- Big Room o The Hall of the Giants (Stanza grande o Stanza dei giganti) - La più grande delle Carlsbad Caverns, con una superficie di 33.210 m².[2]
- Chocolate High (Sala del cioccolato) - Un labirinto di passaggi che si estendono per 1,5 km di lunghezza, scoperto nel 1993 sopra un pozzo di fango nella New Mexico Room, noto anche come Chocolate Drop.
- Green Lake Room (Sala del lago verde) - la più alta delle "sale sceniche", deve il nome ad una pozza profonda in un angolo della sala. Questa sala deve il suo colore alla presenza di malachite. Negli anni quaranta, durante un test militare sulla praticabilità delle grotte come rifugio nucleare, il Green Lake venne usato per osservare le increspature causate da un test atomico effettuato a molte miglia di distanza. Non vennero rilevati movimenti dell'acqua.
- Guadalupe Room (Sala di Guadalupe) - Scoperta da un ranger nel 1966, è la seconda sala più grande delle Carlsbad Caverns. È famosa per la concentrazione di stalattiti dovute allo stillicidio di soda.
- Hall of the White Giant (Sala dei giganti bianchi) - Un'ampia sala contenente un'immensa stalagmite bianca. Vengono regolarmente organizzati dei tour che comprendono anche la visita di questa caverna.
- King's Palace (Palazzo del re) - La prima delle quattro sale note con il nome di "sale sceniche", deve il suo nome ad una formazione geologica somigliante ad un castello nel centro della sala. Vi si può osservare anche il Bashful elephant.
- Lake of the Clouds (Lago delle nuvole) - Il punto più profondo delle grotte. Si trova in un passaggio laterale del Left Hand Tunnel. Deve il nome al lago che contiene formazioni rocciose globulari simili a nuvole, formatesi nell'acqua quando il livello era molto superiore a quello attuale.
- Left Hand Tunnel (Tunnel della mano sinistra) - Un lungo passaggio stretto, con fessure profonde nel terreno. Queste crepe non portano in altre sale. Il Left Hand Tunnel unisce il Lake of the Clouds al Bell Cord Room.
- Mystery Room (Sala del mistero) - Una piccola sala situata nella parte inferiore delle grotte.
- New Mexico Room (Sala del Nuovo Messico) - Adiacente alla Queen's Chamber ed accessibile tramite un corto pendio.
- New Section (Sezione nuova) - Una serie di fessure ad est della White Giant e parallela alla Bat Cave. Sono tuttora in atto studi in questa sezione, e nuove scoperte sono all'ordine del giorno.
- Papoose Room (Sala del neonato indiano) - si trova tra la King's Palace e la Queen's Chamber.
- Queen's Chamber (Camera della regina) - Una delle sale più belle dell'intero sistema di grotte. La lanterna di Jim White si spense in questa camera durante le esplorazioni, ed egli restò al buio per circa mezz'ora.
- Spirit World (Mondo dello spirito) - Si trova sopra al soffitto della Big Room. È piena di stalagmiti bianche che somigliano ad angeli.
- Talcum Passage (Passaggio di talco) - Una stanza situata nella parte inferiore delle grotte, il cui terreno è cosparso di gesso.
- The Rookery (Canneto) - Una delle sale più ampie. In questa sala sono state rinvenute numerose perle di grotta.
- Underground Lunchroom (Sala da pranzo interrata) - Si trova nella Big Room in testa al Left Hand Tunnel. Contiene un bar costruito negli anni cinquanta, ed un ascensore attraverso il quale si esce dalle grotte.

## Esplorazioni recenti
Nel 1985 venne inventato un metodo rivoluzionario per le esplorazioni. In una stanza 80 metri sotto il pavimento della Big Room, non distante dal Bottomless Pit, sporgeva una stalagmite. Usando del legno di balsa con attaccati del palloni di elio gli esploratori, dopo un anno di tentativi, issarono una corda leggera che nascose la stalagmite stessa. Non appena la fune fu in posizione, gli esploratori poterono arrampicarsi sulla corda raggiungendo la Spirit World. Una stanza simile venne scoperta sopra al corridoio d'ingresso, e venne chiamata Balloon Ballroom in onore di questa tecnica.
Nel 1993 vennero scoperti una serie di piccoli passaggi che si estendevano per circa 1,5 chilometri sul soffitto della New Mexico Room. Venne chiamata "Chocolate High", e rappresentò la più grande scoperta di queste grotte dal rinvenimento della Guadalupe Room nel 1966.
Lechuguilla Cave, un'altra grotta del parco scoperta nel 1986, è attualmente il fulcro della ricerca geologica del parco. Raggiunge una profondità di 489 m, il che la rende la più profonda grotta calcarea degli Stati Uniti. L'entrata si trova in una vecchia miniera chiamata Misery Hole in un angolo sperduto del parco. Non è generalmente accessibile al pubblico, e la localizzazione esatta della grotta è tenuta segreta nel tentativo di preservarne lo stato naturale.
All'inizio si diceva che il Bottomless Pit non avesse realmente fondo. Venivano gettate delle pietre, ma non si sentiva il rumore del loro arrivo al suolo. Successive esplorazioni hanno permesso di valutarne la profondità in 40 metri, con il fondo coperto di materiale morbido. Le pietre non facevano rumore per il fatto che sprofondavano nel terreno.

## Pipistrelli
Sedici specie di pipistrelli vivono nel parco, compresa una nutrita colonia di pipistrelli messicani senza coda. Si stima che, in passato, questo gruppo abbia superato il milione di esemplari, ma il loro numero si è drasticamente ridotto in tempi moderni. La causa è sconosciuta anche se si attribuisce spesso la responsabilità principalmente all'insetticida DDT. Negli ultimi anni si stanno moltiplicando, ma il loro numero è ancora ben lontano da quello raggiunto in passato.
Sono state usate numerose tecniche per stimarne il numero. I vari metodi indicano una popolazione di molte centinaia di migliaia di esemplari quando i cuccioli sono in volo.